# Laura Del Colle
Laura Del Colle (ur. 30 maja 1983) – argentyńska hokeistka na trawie. Srebrna medalistka olimpijska z Londynu.
W reprezentacji Argentyny debiutowała w 2011. Z kadrą brała udział w turnieju Champions Trophy w 2012 (zwycięstwo). Jest bramkarką.